# Tour of Sotxi
El Tour of Sotxi va ser una competició ciclista per etapes que es disputà als voltants de Sotxi (Rússia). Només es va disputar una edició i estava dins el calendari de l'UCI Europa Tour.
No s'ha de confondre amb l'anterior cursa soviètica Volta a Sotxi.

## Palmarès
| Any  | Vencedor        | Segon         | Tercer       |
| ---- | --------------- | ------------- | ------------ |
| 2008 | Vladímir Gússev | Siarhei Papok | Roman Klimov |